# Lliga espanyola de waterpolo masculina
|  | Aquest article tracta sobre la competició masculina. Si cerqueu la competició femenina, vegeu «Lliga espanyola de waterpolo femenina». |

La Lliga espanyola de waterpolo masculina, anomenada Divisió d'Honor Masculina de waterpolo, és una competició esportiva de clubs espanyols de waterpolo, creada la temporada 1965-66. De caràcter anual, està organitzada per la Reial Federació Espanyola de Natació. La competició es disputa una primera fase en format lligueta, classificant-se els equips millor classificats per a una fase final en format de playoffs, que determina el campió del torneig.

## Clubs participants
La temporada 2023-24 hi participen dotze equips amb clar predomini de clubs catalans: 
- Club Natació Barcelona
- Zodiac Club Natació Atlètic-Barceloneta
- Geodesic Real Canoe Natación Club
- Club Natació Catalunya
- SolarTradex Centre Natació Mataró
- Club Esportiu Mediterrani
- Club Natació Rubí
- Astralpool Club Natació Sabadell
- Club Natació Sant Andreu
- Club Natació Sant Feliu
- Santa Cruz Tenerife Echeyde
- Club Natació Terrassa

## Història
La primera edició de la lliga se celebrà la temporada 1965-66 es disputà la primera lliga de waterpolo masculina. Amb anterioritat es disputava el Campionat d'Espanya. A partir de l'any 1974 el Campionat d'Espanya desaparegué com a tal i el campió de lliga, esdevenia per tant el campió d'Espanya de l'especialitat.
Amb el pas dels anys la màxima categoria de la competició ha rebut les següents denominacions:
- 1966: Primera Categoria
- 1981: Divisió d'Honor
- 1983: Primera Divisió
- 1988-89: Primera Divisió - Grup A
- 1990-91: Primera Divisió - Grup A1
- 1999-00: Divisió d'Honor

L'any 1984 s'introduí el sistema de play-off per definir el campió. Aquest sistema s'ha mantingut fins a l'actualitat, llevat d'alguna temporada.

## Historial[2]
| En negreta = Equip guanyador (1) = Nombre de títols (pro.) = Pròrroga Nota: Noms dels equips segons l'època |

| Edició                                   | Any                                      | Campió                                   | Resultat                                 | Subcampió                                | refs                                     |
| Primera Categoria de waterpolo masculina | Primera Categoria de waterpolo masculina | Primera Categoria de waterpolo masculina | Primera Categoria de waterpolo masculina | Primera Categoria de waterpolo masculina | Primera Categoria de waterpolo masculina |
| ---------------------------------------- | ---------------------------------------- | ---------------------------------------- | ---------------------------------------- | ---------------------------------------- | ---------------------------------------- |
| I                                        | 1965-66                                  | CN Barcelona (1)                         | lligueta                                 |                                          |                                          |
| II                                       | 1966-67                                  | CN Barcelona (2)                         | lligueta                                 |                                          |                                          |
| III                                      | 1967-68                                  | CN Barcelona (3)                         | lligueta                                 |                                          |                                          |
| IV                                       | 1968-69                                  | CN Barcelona (4)                         | lligueta                                 |                                          |                                          |
| V                                        | 1969-70                                  | CN Barceloneta (1)                       | lligueta                                 |                                          |                                          |
| VI                                       | 1970-71                                  | CN Barcelona (5)                         | lligueta                                 |                                          |                                          |
| VII                                      | 1971-72                                  | CN Barcelona (6)                         | lligueta                                 |                                          |                                          |
| VIII                                     | 1972-73                                  | CN Barceloneta (2)                       | lligueta                                 |                                          |                                          |
| IX                                       | 1973-74                                  | CN Barceloneta (3)                       | lligueta                                 |                                          |                                          |
| X                                        | 1974-75                                  | CN Barcelona (7)                         | lligueta                                 |                                          |                                          |
| XI                                       | 1975-76                                  | CN Montjuïc (1)                          | lligueta                                 |                                          |                                          |
| XII                                      | 1976-77                                  | CN Montjuïc (2)                          | lligueta                                 | CN Barcelona                             | [ 3 ]                                    |
| XIII                                     | 1977-78                                  | CN Montjuïc (3)                          | lligueta                                 | CN Manresa                               | [ 4 ]                                    |
| XIV                                      | 1978-79                                  | CN Montjuïc (4)                          | lligueta                                 | CN Barcelona                             | [ 5 ]                                    |
| XV                                       | 1979-80                                  | CN Barcelona (8)                         | lligueta                                 |                                          |                                          |
| Divisió d'Honor de waterpolo masculina   |                                          |                                          |                                          |                                          |                                          |
| XVI                                      | 1980-81                                  | CN Barcelona (9)                         | lligueta                                 |                                          |                                          |
| XVII                                     | 1981-82                                  | CN Barcelona (10)                        | lligueta                                 | CN Montjuïc                              |                                          |
| Primera Divisió de waterpolo masculina   |                                          |                                          |                                          |                                          |                                          |
| XVIII                                    | 1982-83                                  | CN Barcelona (11)                        | lligueta                                 | CN Montjuïc                              | [ 6 ]                                    |
| XIX                                      | 1983-84                                  | CN Montjuïc (5)                          |                                          | CN Barcelona                             | [ 7 ]                                    |
| XX                                       | 1984-85                                  | CN Montjuïc (6)                          |                                          | CN Barcelona                             | [ 8 ]                                    |
| XXI                                      | 1985-86                                  | CN Montjuïc (7)                          | 6-5 (pro.)                               | CN Catalunya                             | [ 9 ]                                    |
| XXII                                     | 1986-87                                  | CN Barcelona (12)                        |                                          | CN Catalunya                             | [ 10 ]                                   |
| XXIII                                    | 1987-88                                  | CN Catalunya (1)                         |                                          | CN Barcelona                             | [ 10 ]                                   |
| Primera Divisió Grup A                   |                                          |                                          |                                          |                                          |                                          |
| XXIV                                     | 1988-89                                  | CN Catalunya (2)                         |                                          | CN Barcelona                             | [ 10 ]                                   |
| XXV                                      | 1989-90                                  | CN Catalunya (3)                         | 2-1                                      | CN Barcelona                             | [ 11 ]                                   |
| Primera Divisió Grup A-1                 |                                          |                                          |                                          |                                          |                                          |
| XXVI                                     | 1990-91                                  | CN Barcelona (13)                        |                                          | CN Catalunya                             | [ 10 ]                                   |
| XXVII                                    | 1991-92                                  | CN Catalunya (4)                         |                                          | CN Barcelona                             | [ 10 ]                                   |
| XXVIII                                   | 1992-93                                  | CN Catalunya (5)                         |                                          | CE Mediterrani                           | [ 10 ]                                   |
| XXIX                                     | 1993-94                                  | CN Catalunya (6)                         |                                          | CE Mediterrani                           | [ 10 ]                                   |
| XXX                                      | 1994-95                                  | CN Barcelona (14)                        | 3-0                                      | CN Catalunya                             | [ 10 ]                                   |
| XXXI                                     | 1995-96                                  | CN Barcelona (15)                        |                                          | CN Catalunya                             | [ 10 ]                                   |
| XXXII                                    | 1996-97                                  | CN Barcelona (16)                        |                                          | CN Catalunya                             | [ 10 ]                                   |
| XXXIII                                   | 1997-98                                  | CN Catalunya (7)                         | 2-0                                      | Real Canoe NC                            | [ 12 ]                                   |
| XXXIV                                    | 1998-99                                  | Real Canoe NC (1)                        | 2-0                                      | CN Atlètic-Barceloneta                   | [ 13 ]                                   |
| Divisió d'Honor de waterpolo masculina   |                                          |                                          |                                          |                                          |                                          |
| XXXV                                     | 1999-00                                  | Real Canoe NC (2)                        | 2-1                                      | CN Barcelona                             | [ 14 ]                                   |
| XXXVI                                    | 2000-01                                  | CN Atlètic-Barceloneta (4)               | 2-0                                      | CN Barcelona                             | [ 15 ]                                   |
| XXXVII                                   | 2001-02                                  | CN Barcelona (17)                        | 2-1                                      | CN Sabadell                              | [ 16 ]                                   |
| XXXVIII                                  | 2002-03                                  | CN Atlètic-Barceloneta (5)               | 2-0                                      | CN Sabadell                              | [ 17 ]                                   |
| XXXIX                                    | 2003-04                                  | CN Barcelona (18)                        | 2-0                                      | CN Atlètic-Barceloneta                   | [ 18 ]                                   |
| XL                                       | 2004-05                                  | CN Barcelona (19)                        | 2-1                                      | CN Atlètic-Barceloneta                   | [ 19 ]                                   |
| XLI                                      | 2005-06                                  | CN Atlètic-Barceloneta (6)               | 2-0                                      | CN Barcelona                             | [ 20 ]                                   |
| XLII                                     | 2006-07                                  | CN Atlètic-Barceloneta (7)               | 2-0                                      | CN Terrassa                              | [ 21 ]                                   |
| XLIII                                    | 2007-08                                  | CN Atlètic-Barceloneta (8)               | 2-0                                      | CN Barcelona                             | [ 22 ]                                   |
| XLIV                                     | 2008-09                                  | CN Atlètic-Barceloneta (9)               | 2-0                                      | CN Terrassa                              | [ 23 ]                                   |
| XLV                                      | 2009-10                                  | CN Atlètic-Barceloneta (10)              | 2-0                                      | CN Terrassa                              | [ 24 ]                                   |
| XLVI                                     | 2010-11                                  | CN Atlètic-Barceloneta (11)              |                                          |                                          |                                          |
| XLVII                                    | 2011-12                                  | CN Atlètic-Barceloneta (12)              | lligueta                                 |                                          |                                          |
| XLVIII                                   | 2012-13                                  | CN Atlètic-Barceloneta (13)              |                                          |                                          |                                          |
| XLIX                                     | 2013-14                                  | CN Atlètic-Barceloneta (14)              | 2-1                                      | CN Terrassa                              |                                          |
| L                                        | 2014-15                                  | CN Atlètic-Barceloneta (15)              | 2-0                                      | CE Mediterrani                           |                                          |
| LI                                       | 2015-16                                  | CN Atlètic-Barceloneta (16)              | 2-1                                      | CN Sabadell                              | [ 25 ]                                   |
| LII                                      | 2016-17                                  | CN Atlètic-Barceloneta (17)              | 2-1                                      | Astrapool Sabadell                       | [ 26 ]                                   |
| LIII                                     | 2017-18                                  | CN Atlètic-Barceloneta (18)              | 2-0                                      | CN Terrassa                              | [ 27 ]                                   |
| LIV                                      | 2018-19                                  | Zodiac CNAB (19)                         | 2-0                                      | CN Barcelona                             | [ 28 ]                                   |
| LV                                       | 2019-20                                  | Zodiac CNAB (20)                         | [ Nota 1 ]                               | CN Barcelona                             | [ 29 ]                                   |
| LVI                                      | 2020-21                                  | Zodiac CNAB (21)                         | 2-0                                      | CN Barcelona                             | [ 30 ]                                   |
| LVII                                     | 2021-22                                  | Zodiac CNAB (22)                         | 2-0                                      | CN Barcelona                             | [ 31 ]                                   |
| LVIII                                    | 2022-23                                  | Zodiac CNAB (23)                         | 2-0                                      | CN Sabadell                              | [ 32 ]                                   |
| LIX                                      | 2023-24                                  | Zodiac CNAB (24)                         | 2-0                                      | CN Sabadell                              | [ 33 ]                                   |

1. ↑  Degut a la finalització del Campionat pel risc públic de contagi del COVID-19, la Reial Federació Espanyola de Natació va declarar campió el CN Atlètic-Barceloneta.

## Palmarès
| Equip                            | Campió | Subcampió | Anys campió | Anys subcampió |
| -------------------------------- | ------ | --------- | --- | --- |
| Club Natació Atlètic-Barceloneta | 24     | 3         | 1969-70, 1972-73, 1973-74, 2000-01, 2002-03, 2005-06, 2006-07, 2007-08, 2008-09, 2009-10, 2010-11, 2011-12, 2012-13, 2013-14, 2014-15, 2015-16, 2016-17, 2017-18, 2018-19, 2019-20, 2020-21, 2021-22, 2022-23, 2023-24 | 1998-99, 2003-04, 2004-05 |
| Club Natació Barcelona           | 19     | 16        | 1965-66, 1966-67, 1967-68, 1968-69, 1970-71, 1971-72, 1974-75, 1979-80, 1980-81, 1981-82, 1982-83, 1986-87, 1990-91, 1994-95, 1995-96, 1996-97, 2001-02, 2003-04, 2004-05                                              | 1976-77, 1978-79, 1983-84, 1984-85, 1987-88, 1988-89, 1989-90, 1991-92, 1999-00, 2000-01, 2005-06, 2007-08, 2018-19, 2019-20, 2020-21, 2021-22 |
| Club Natació Catalunya           | 7      | 6         | 1987-88, 1988-89, 1989-90, 1991-92, 1992-93, 1993-94, 1997-98 | 1985-86, 1986-87, 1990-91, 1994-95, 1995-96, 1996-97                                                                                           |
| Club Natació Montjuïc            | 7      | 2         | 1975-76, 1976-77, 1977-78, 1978-79, 1983-84, 1984-85, 1985-86 | 1981-82, 1982-83 |
| Real Canoe Natación Club         | 2      | 1         | 1998-99, 1999-00 | 1997-98 |
| Club Natació Sabadell            | 0      | 6         | — | 2001-02, 2002-03, 2015-16, 2016-17, 2022-23, 2023-24                                                                                           |
| Club Natació Terrassa            | 0      | 5         | — | 2006-07, 2008-09, 2009-10, 2013-14, 2017-18 |
| Club Esportiu Mediterrani        | 0      | 3         | — | 1992-93, 1993-94, 2014-15 |
| Club Natació Manresa             | 0      | 1         | — | 1977-78 |